# Flagey-lès-Auxonne
Flagey-lès-Auxonne är en kommun i departementet Côte-d'Or i regionen Bourgogne-Franche-Comté i östra Frankrike. Kommunen ligger i kantonen Auxonne som tillhör arrondissementet Dijon. År 2022 hade Flagey-lès-Auxonne 206 invånare.

## Befolkningsutveckling
Antalet invånare i kommunen Flagey-lès-Auxonne
Referens:INSEE